# Critic pentru calitate
Critic pentru calitate (engleză Critical to quality) constituie o caracteristică a unui proces sau a unei componente care are o influență directă asupra faptului dacă produsul sau procesul general sunt percepute de client a fi de calitate acceptabilă. Identificarea caracteristicilor specifice, măsurabile, critice pentru calitate este esențială pentru îmbunătățirea semnificativă și măsurabilă a procesului de afaceri. Caracteristicile „critice pentru calitate” sunt parametri critici pentru calitate care ajută la transpunerea necesităților și dorințelor clientului (vocea clientului-VOC) în caracteristici măsurabile ale produselor sau serviciilor, exprimate în termenii organizației, cu niveluri sau specificații de performanță care vor asigura satisfacția clientului sau utilizatorului. Caracteristicile critice pentru calitate reprezintă ceea ce este important pentru calitatea proceselor sau serviciilor, pentru a asigura lucrurile care sunt importante pentru client.

## Situații de utilizare
Situațiile curente când se aplică acest concept în procesele de afaceri pot fi:
- După ce au fost colectate informații privind vocea clientului (VOC);
- În cazurile când sunt analizate cerințele clienților;
- Înainte de a stabili ce caracteristici privind calitatea trebuie îmbunătățite în mod prioritar;
- În situațiile în care cerințele clienților sunt complexe, ample sau în mod vag exprimate.[2] O cerință vagă (fuzzy) poate fi una care are un caracter mai mult calitativ, de exemplu „confortul scaunului șoferului într-un automobil.”

## Procedura de aplicare
Se deosebesc următorii pași în aplicarea procedurii „critic pentru calitate”.
1. Se enumeră cerințele clientului privind produsele sau serviciile, pe cât posibil cu cuvintele sale.
2. Se abordează prima cerință, utilizând întrebări pentru clarificare. Dintre întrebările utile fac parte:
  - Ce înseamnă aceasta în realitate pentru client?
  - Ce înseamnă aceasta pentru fiecare subsistem component al produsului sau etapă a procesului sau sarcină a serviciului?
  - Cum putem măsura această cerință?
3. Se realizează o verificare „necesară și suficientă” a răspunsurilor. În acest scop trebuie utilizate două întrebări:
  - „Este îndeplinirea fiecăreia dintre aceste caracteristici necesară pentru ca clientul să fie satisfăcut?” Dacă specificațiile nu sunt suficiente, se decide ceea ce lipsește și se completează aceste specificații.
  - „Este îndeplinirea fiecăreia dintre aceste caracteristici suficientă pentru ca clientul să fie satisfăcut?” Dacă specificațiile nu sunt suficiente se decide ce lipsește și se completează.
4. Se evaluează dacă toate caracteristicile sunt măsurabile, utilizând definiții operaționale pentru a le clarifica. În contextul de față, definițiile operaționale sunt definiții uzuale ale unor termeni sau ale unor proceduri importante din procesul de măsurare și colectare a datelor. Aceste caracteristici sunt cele „critice pentru calitate (CTQ).” CTQ este abrevierea pentru Critical To Quality.
5. Se procedează similar pentru fiecare dintre celelalte cerințe.
6. Se definesc obiective pentru fiecare indicator al calității.

## Trăsături distinctive
- Caracteristicile „critice pentru calitate” sunt atribute specifice produselor sau proceselor care sunt esențiale în percepția clienților privind calitatea, care pot fi măsurate  și pe care organizația le poate controla.
- Arborele critic pentru calitate (engleză CTQ tree) este o parte a metodologiei Six Sigma. Toate elementele CTQ trebuie să fie considerate în contextul ingineriei sistemelor, cu CTQ legate împreună prin arborele critic pentru calitate.[3]
- QFD - Desfășurarea funcției calității (engleză House of Quality) este o modalitate mai structurată de a identifica elementele CTQ. QFD este o tehnică acceptată pentru legarea cerințelor vagi ale clienților cu cerințele tehnice cantitative detaliate ale sistemului (CTQ).